# La tempesta (film 1988)
La tempesta è un film del 1988 diretto da Giovanna Lenzi.
Il soggetto è tratto dall'omonima opera teatrale di William Shakespeare.